# Gymnocheta frontalis
Gymnocheta frontalis là một loài ruồi trong họ Tachinidae.